# Onega (rijeka)
Onega (rus. Оне́га; fin. Äänisjoki) je rijeka u Kargopoljskom, Plesetskom i Onežskom rajonu Arhangelske oblasti u Rusiji. Onega povezuje jezero Lača s Oneškim zaljevom u Bijelom moru jugozapadno od Arhangelska, teče u sjevernom smjeru. Protok na izvoru je 74.1 m3/s, a na ušću je 505 m3/s. Rijeka je duga 416km, a površina njezina porječja je 56900 km2. Njegovi glavni pritoci su Vološka (desno), Kena (lijevo), Moša (desno), Kodina (desno) i Koža (lijevo). Najveći pritok jezera Lača je Svid.

## Etimologija
Ime rijeke tradicionalno se objašnjava kao povezano s finskim Enojoki - glavna rijeka, potok.

## Porječje i rok rijeke
Po površini sliva i prosječnom protoku, Onega je treći riječni sliv Bijelog mora (iza Sjeverne Dvine i Mezena). Slijev rijeke Onjega prostire se zapadno od Arhangelske oblasti, sjeverozapadno od Vologodske oblasti, a uključuje i manja područja na istoku Republike Karelije. Oneški bazen obuhvaća neka od najvećih jezera Arhangelske i Vologodske oblasti, kao što su Vože, Lača, Ljokšmozero, Kenozero, Undozero i Kožozero, kao i Nacionalni park Kenozerski.
Cijela dolina Onjege je naseljena, s izuzetkom dijela između Severoonežska i Jarneme, u Plesetskom okrugu. Na rijeci Onjezi nalaze se dva grada, Kargopolj blizu izvora i Onega na ušću rijeke Onjege. Postoje i dva naselja gradskog tipa, smještena jedno nasuprot drugome u srednjem toku rijeke, Oksovski (desna obala) i Severoonežsk (lijeva obala). 155 km donjeg toka rijeke, između sela Gorodok i sela Porog, naveden je u Državnom vodnom registru Rusije kao plovan. Ostatak Onege poznat je po brzacima, koji se prostiru posvuda između Kargopolja i Gorodoka, a nalaze se i nizvodno od Poroga (naziv Porog znači brzak).
Rijeka se, na 75 km od ušća, dijeli na Veliku Onegu i Malu Onegu, ali se zatim te grane ponovno spajaju, tvoreći veliki ravni otok.
Onega teče kroz crnogorične šume (tajga smreke, bora i ariša), uglavnom kroz močvare.

## Povijest
Područje Onežskog porječja ima važno povijesno i kulturno značenje. Kargopolj je jedan od najstarijih gradova na ruskom sjeveru (tradicionalni datum osnutka je 12. stoljeće, prvi put se spominje u 14. stoljeću) i još uvijek sadrži velik broj arhitektonskih i povijesnih spomenika. Oševensk na lijevoj obali Onjege je mjesto bivšeg Aleksandro-Oševenskog samostana. Još jedan povijesno važan samostan u Oneškom bazenu je Kožeozerski samostan na otoku u jezeru Kožeozero. Neki od najljepših spomenika sjeverne drvene arhitekture nalaze se u slivu Onjege, uključujući ansamble Ljadin, Saunino Pogost, Krasnaja Ljaga i Bolžaja Šalga. Ovi spomenici također pate od nedostatka zaštite i njihov broj se stalno smanjuje. Zapravo, većina ih je izgubljena.
Zamrzava se krajem listopada - početkom prosinca i ostaje pod ledom do sredine travnja - svibnja. Koristila se za splavarenje drva. 

## Promet
Preko Onjege postoje samo četiri mosta: jedan u Kargopolju na cesti koja povezuje Kargopolj s Njandomom, jedan u selu Sorokinskaja na Onežskom traktu, cesti koja povezuje Kargopolj s Plesetskom i Jemetskom, jedan kombinirani cestovno-željeznički most koji povezuje Oksovskij i Severoonežsk, te jedan željeznički most u Porogu na željezničkoj pruzi od Arhangelska do Belomorska (bez cestovnog prometa). Drugdje, uključujući bivše okružno središte Konjovo, Onjega se može prijeći samo trajektima.

## Vanjske poveznice
|  | Zajednički poslužitelj ima još gradiva o temi Onega (rijeka) |